# Wouter V van Brienne
Wouter V van Brienne (Brienne-le-Château, circa 1275 - Halmyros, 15 maart 1311) was van 1296 tot aan zijn dood graaf van Brienne en van 1308 tot 1311 hertog van Athene. Hij behoorde tot het huis Brienne.

## Levensloop
Wouter V was de enige zoon van graaf Hugo van Brienne en diens eerste echtgenote Isabella van La Roche, dochter van Gwijde I van La Roche, hertog van Athene. Zijn vader had belangrijke leengoederen in Frankrijk (het graafschap Brienne) en Zuid-Italië (de graafschappen Lecce en Conversano). Isabella de La Roche bracht in het huwelijk landgoederen in de Peloponnesos. Ze stierf toen Wouter nog een kind was.
In 1287 werd zijn vader gevangengenomen bij de Slag van de Graven nabij Napels, waarbij hij vocht tegen de Aragonese admiraal Rogier van Lauria. Hij werd pas vrijgelaten nadat hij Wouter als gijzelaar aan Lauria gaf als garantie voor de betaling van het losgeld. Vervolgens zat Wouter een aantal jaar gevangen in het Kasteel van Augusta in Sicilië. Tijdens deze periode leerde hij waarschijnlijk Catalaans en raakte hij vertrouwd met de Aragonese gewoonten.
Bij de dood van zijn vader in 1296 bevond Wouter zich nog steeds in gevangenschap. Na zijn vrijlating keerde hij terug naar Frankrijk, waar hij in 1297 beleend werd met het graafschap Brienne. Vervolgens huurden hij en twee Franse ridders 300 ridders, genaamd de Ridders van de Dood, om wraak te nemen voor hun vaders, die gestorven waren in de strijd tegen de Aragonezen in Italië.
Net als zijn vader nam Wouter de wapens op voor het koninkrijk Napels, maar in 1300 werd hij nabij Gagliano in een hinderlaag gelokt. Vervolgens zat hij opnieuw twee jaar in Aragonese gevangenschap. Na de Vrede van Caltabellotta in 1302 kwam Wouter terug vrij.
In 1308 erfde hij het hertogdom Athene, na de dood van Gwijde II van La Roche, een neef langs moederskant. Wouter voelde zich bedreigd door belangrijke heersers in de regio, zoals de despoot van Epirus, de Byzantijnse keizer Andronikos II Palaiologos en Jan II Doukas, vorst van Thessalië. Daarom huurde hij in 1310 de Catalaanse Compagnie in, die verwoestingen aanrichtte in het Byzantijnse Rijk en vocht tegen Byzantijnse Grieken die Athene binnendrongen. 
Nadat de Compagnie zijn vijanden met succes had verzwakt, probeerde Wouter ze weg te krijgen. De onderbetaalde Catalanen weigerden dit echter, waarna Wouter een sterke troepenmacht van Franse ridders verzamelde om de compagnie aan te vallen. Dit leidde op 15 maart 1311 tot de Slag bij Halmyros. De Catalanen behaalden een verwoestende overwinning. Wouter en het grootste deel van zijn cavalerie sneuvelden en de Catalanen namen het hertogdom Athene zo goed als volledig in. Een van de ridders van de Catalaanse Compagnie, Rogier Deslaur, werd vervolgens aangesteld als hertog van Athene.

## Huwelijk en nakomelingen
In 1305 huwde Wouter met Johanna van Châtillon (1285-1354), dochter van heer Wouter V van Châtillon, connétable van Frankrijk. Ze kregen twee kinderen:
- Wouter VI (1302-1356), graaf van Brienne
- Isabella (1306-1360), gravin van Brienne, huwde in 1321 met heer Wouter III van Edingen